# Hemistomia
Hemistomia is een geslacht van weekdieren uit de klasse van de Gastropoda (slakken).

## Soorten
- Hemistomia andreae Haase & Zielske, 2015
- Hemistomia aquilonaris Haase & Bouchet, 1998
- Hemistomia beaumonti Ponder, 1982
- Hemistomia caledonica Crosse, 1872
- Hemistomia cautium Haase & Bouchet, 1998
- Hemistomia cockerelli Haase & Bouchet, 1998
- Hemistomia drubea Haase & Bouchet, 1998
- Hemistomia dystherata Haase & Bouchet, 1998
- Hemistomia eclima Haase & Bouchet, 1998
- Hemistomia fabrorum Haase & Bouchet, 1998
- Hemistomia flexicolumella Ponder, 1982
- Hemistomia fluminis Cockerell, 1930
- Hemistomia fridayi Haase & Bouchet, 1998
- Hemistomia gemma Ponder, 1982
- Hemistomia gorotitei Haase & Bouchet, 1998
- Hemistomia hansi Haase & Bouchet, 1998
- Hemistomia huliwa Haase & Bouchet, 1998
- Hemistomia lacinia Haase & Bouchet, 1998
- Hemistomia minor Haase & Bouchet, 1998
- Hemistomia minutissima Ponder, 1982
- Hemistomia napaia Haase & Bouchet, 1998
- Hemistomia neku Haase & Bouchet, 1998
- Hemistomia nyo Haase & Bouchet, 1998
- Hemistomia obeliscus Haase & Bouchet, 1998
- Hemistomia oxychila Haase & Bouchet, 1998
- Hemistomia pusillior (Iredale, 1944)
- Hemistomia rusticorum Haase & Bouchet, 1998
- Hemistomia saxifica Haase & Bouchet, 1998
- Hemistomia shostakovichi Haase & Bouchet, 1998
- Hemistomia ultima Haase & Bouchet, 1998
- Hemistomia whiteleggei (Brazier, 1889)
- Hemistomia winstonefi Haase & Bouchet, 1998
- Hemistomia xaracuu Haase & Bouchet, 1998
- Hemistomia yalayu Haase & Bouchet, 1998
- Hemistomia yuaga Haase & Bouchet, 1998